# Tehrik-e-Taliban Pakistan
Pour les articles homonymes, voir TTP.
Ne doit pas être confondu avec Taliban.
Le Tehrik-e-Taliban Pakistan (TTP ; ourdou : تحريک طالبان پاکستان, Teḥrīk-ī-Ṭālibān Pākistān ; en français : Mouvement des Talibans du Pakistan) est la principale mouvance des talibans pakistanais. Il s'est constitué fin 2007 en agrégeant une quarantaine de factions basées dans le nord-ouest du Pakistan. Fortement implanté dans les régions tribales du Pakistan, le mouvement aurait été grandement affaibli par les opérations de l'armée pakistanaise dans ces régions entre 2009 et 2016, notamment dans le Waziristan. 
Le mouvement a revendiqué la plupart des attentats qui ont frappé le Pakistan depuis fin 2007 et causé la mort de plus de 4 000 personnes. Il est en situation de conflit direct avec les autorités pakistanaises et a pour objectif de renverser le pouvoir.

## Histoire

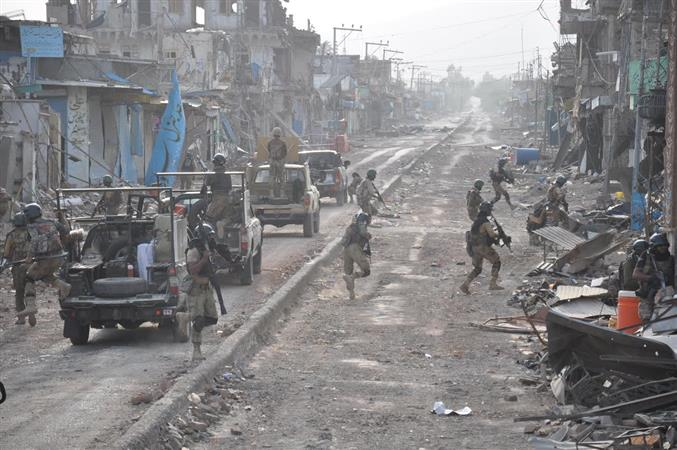
Opérations militaires contre le TTP dans le Waziristan du Nord, en 2015.

Le Tehrik-e-Taliban Pakistan (TTP) se constitue en décembre 2007, dans le contexte de la recrudescence de l'insurrection islamiste, quelques mois après l'assaut de la Mosquée rouge. Le groupe agrège alors une quarantaine de factions déjà existantes (dont le TNSM), surtout concentrées dans les régions tribales et le Khyber Pakhtunkhwa, et opposées aux autorités pakistanaises. La plupart des membres du TTP sont pachtounes.
En avril 2008, le gouvernement pakistanais avait fait état de la préparation d’un accord de paix avec le TTP. Alors que l'on s’acheminait vers un accord, Baitullah Mehsud a rompu les négociations et relancé les combats contre les militaires pakistanais. Début 2009, l'armée pakistanaise expulse le TNSM de Malakand. De juin à décembre 2009, l'armée mène l'opération Rah-e-Nijat contre le TTP dans Waziristan du Sud. Depuis mars 2010, elle s'est également engagée dans une offensive dans les agences d'Orakzai et de Kurram, régions sous contrôle taliban depuis deux ans.
L'organisation était dirigée par Baitullah Mehsud jusqu'au 5 août 2009, jour du décès de ce dernier, qui était soupçonné d'avoir commandité l'assassinat de Benazir Bhutto. À partir du 22 août 2009, le groupe est dirigé par Hakimullah Mehsud, jusqu'à son décès à la suite de l'attaque d'un drone américain le 1er novembre 2013. En mai 2010, Hakimullah était apparu dans une vidéo diffusée sur internet dans laquelle il revendique la tentative d'attentat de New York du 1er mai 2010.
Fin 2013, Maulana Fazlullah devient le nouveau chef du TTP alors qu'il était la figure principale du TNSM. Son accession marque une recrudescences des conflits entre chefs de guerre. Omar Khalid Khorasani est expulsé du groupe et forme sa propre faction, Ahrar-ul-Hind (en) en février 2014 qui devient Jamaat-ul-Ahrar en août 2014. Le groupe mène plusieurs attaques violentes, dont le massacre de l'école militaire de Peshawar.
Entre mars et avril 2014, le TTP a déclaré un cessez-le-feu de cinq semaines destiné à l'origine à aider au processus de paix avec le gouvernement de Nawaz Sharif. Celui-ci a été rompu et, alors que les opérations militaires pakistanaises dont des bombardements aériens ont été reprises faisant des dizaines de morts, la rébellion est en proie à des combats entre factions rivales faisant près d'une centaine de morts. En juin 2014, l'armée lance l'opération Zarb-e-Azb contre le groupe dans le Waziristan du Nord. Largement affaibli par ses divisions et les opérations de l'armée pakistanaise, le TTP trouve refuge en Afghanistan, principalement dans la province de Nangarhar, et ne compterait plus que 6 000 combattants en 2021 selon un rapport de l'ONU, contre près de 25 000 début 2014. Tué dans une frappe américaine à Kounar, Fazlullah est remplacé par Noor Wali Mehsud (en) à la tête du TTP en juin 2018. 
Depuis 2019 et l'arrivée de Noor Wali Mehsud à la tête du TTP, le groupe reprend de la vigueur. Sous l'effet d'une médiation menée par Al-Qaïda, les diverses factions l'ayant quitté rejoignent de nouveau le TTP, à l'instar de Jamaat-ul-Ahrar. Cette réunification des factions se fait en acceptant que le TTP ne fonctionne plus de manière centralisée, mais que les différentes factions ont une plus grande autonomie dans leurs actions. Cette réorganisation reprend des suggestions d'Al-Qaïda. Une autre suggestion d'Al-Qaïda que reprend le TTP est l'arrêt des violences contre les civils musulmans. Le TTP change aussi son objectif : au lieu de renverser le gouvernement central pakistanais, le TTP souhaite obtenir une indépendance ou une plus grande autonomie des régions pachtounes (zones tribales et Khyber Pakhtunkhwa), avec à la clef l'implémentation de la charia.
En août 2021, les Talibans afghans reprennent le pouvoir en Afghanistan et promettent à leur voisin pakistanais de ne pas servir de base arrière au TTP. Les Talibans afghans libèrent ensuite des centaines de membres du TTP emprisonnés à Kaboul. Le TTP affirme alors son allégeance à Haibatullah Akhundzada, le chef des Talibans afghans. Plus de 5 000 combattants du TTP sont rappatriés depuis l'Afghanistan vers le Pakistan, avec l'aval du Premier ministre pakistanais Imran Khan, dans l'objectif de les rendre à la vie civile.
Le TTP déplace une large partie de ses troupes depuis l'est de l'Afghanistan vers le sud-est, où ils bénéficient du soutien du réseau Haqqani, un groupe de talibans afghans radicaux. Réputé proche de l'Inter-Services Intelligence (ISI), les services secrets pakistanais, le réseau Haqqani avait pris ses distances avec le TTP sous la pression de l'ISI, mais désormais le réseau soutient le TTP contre le régime pakistanais. Le réseau travaille aussi comme médiateur pour que d'autres factions rejoignent le TTP.
En décembre 2021, les négociations de paix entre le TTP et le gouvernement pakistanais échouent et le TTP annonce la fin d'un cessez-le-feu. À partir de novembre 2022, les attaques du TTP contre l'État pakistanais reprennent, principalement dans la région de Khyber Pakhtunkhwa,. Entre novembre et février 2023, 58 attaques du TTP contre les militaires pakistanais sont recensées. En décembre 2022, les États-Unis rajoutent le TTP à la liste des Specially Designated Global Terrorists et Qari Amjad, vice chef du TTP, est aussi rajouté à cette liste,.
Fin 2023, un nouveau groupe nommé Tehreek-e-Jihad Pakistan fait son apparition. Il se déclare affilié au TTP.
En 2024, l'ONU estime que 6 500 combattants du TTP se trouvent en Afghanistan. Le gouvernement taliban les laisse s'entraîner sur son territoire et leur fournit des armes ce qui met à mal ses relations avec son voisin pakistanais. Toutefois les Talibans nient héberger des groupes terroristes sur son territoire.

## Relations avec les autres groupes islamistes
Le TTP entretient de bonnes relations avec divers groupes islamistes, dont notamment Al-Qaida, Lashkar-e-Islam et Lashkar-e-Jhangvi. Il est également considéré comme un allié de la direction centrale afghane des talibans, dont le groupe s'inspire. La situation peut alors paraitre paradoxale, le Pakistan étant accusé d'aider les talibans en Afghanistan alors que le TTP vise régulièrement les forces pakistanaises. Selon un rapport de l'ONU de juin 2021, des combats meurtriers sporadiques ont toutefois eut lieu entre les deux groupes, alors que les talibans afghans tenteraient de restreindre les actions du TTP en Afghanistan. Toutefois, le rapport indique que « malgré une méfiance croissante, le TTP et les talibans entretiennent essentiellement les mêmes relations ».

## Actions attribuées ou revendiquées

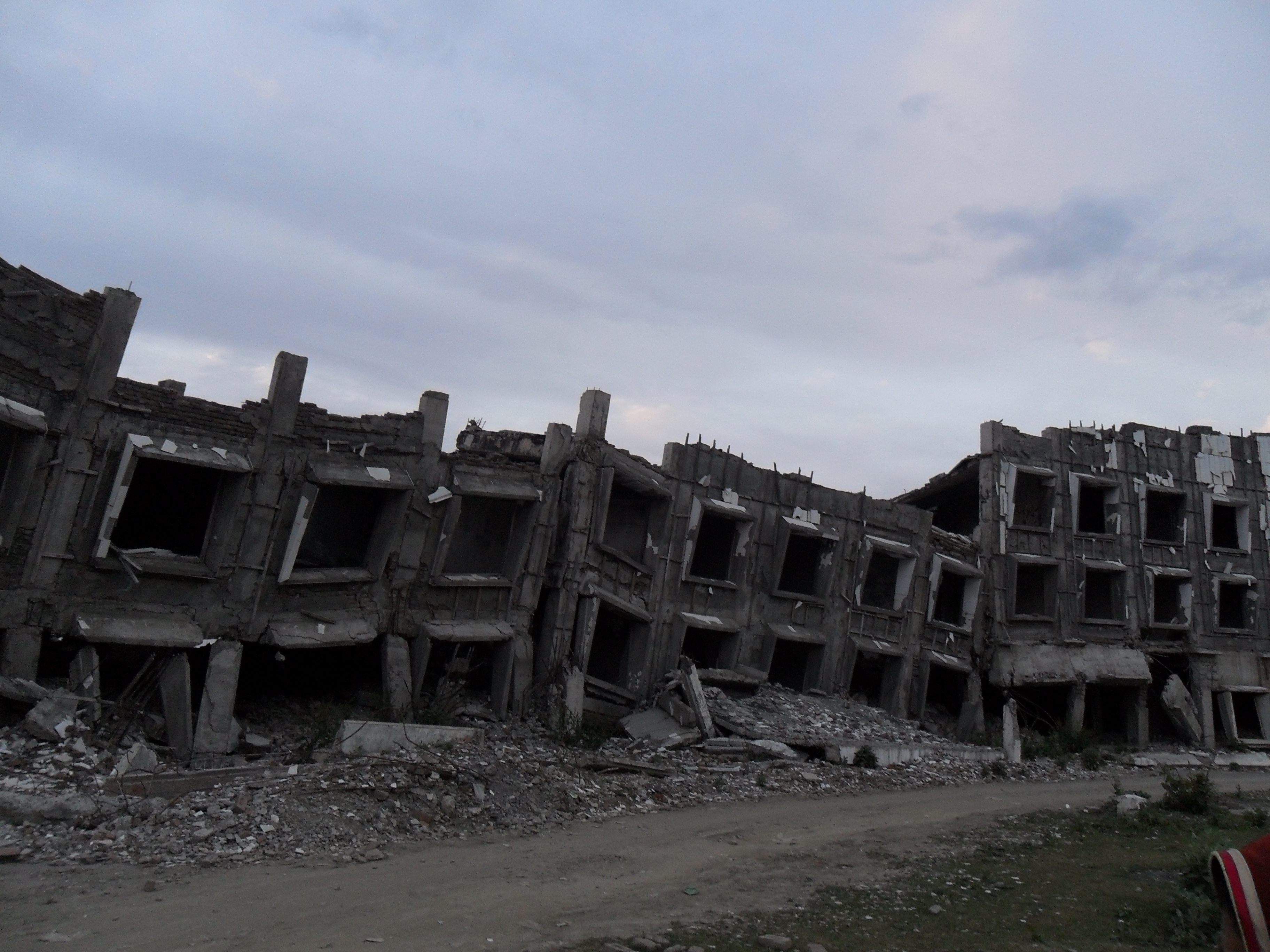
Hôtel détruit par les talibans dans la station de ski Malam Jabba, district de Swat.

Outre plusieurs attentats-suicides, le groupe aurait attaqué à la grenade le siège du quartier général des forces armées du Pakistan, à Rawalpindi, le 10 octobre 2009, tuant six soldats, dont un général.  
L'organisation revendique l'attentat manqué du 1er mai 2010 à New York. Cependant, des doutes subsistent sur la capacité du groupe à organiser un tel attentat étant donné qu'il n'avait jamais frappé hors du Pakistan et de l'Afghanistan. Un responsable des services de sécurité pakistanais affirme : « C'est une farce médiatique. Nous connaissons, et le monde connaît leurs capacités d'action ». D'un autre côté, l'engin explosif, qui ne s'est pas déclenché, a été qualifié d'« amateur ».
Le 28 mai 2010, des attaques contre 2 mosquées du culte ahmadiste à Lahore font environ 80 tués et 80 blessés, le Tehrik-e-Taliban Pakistan a revendiqué ces attaques. Le groupe a également revendiqué de nombreuses attaques contre la minorité chiite du Pakistan, ne considérant pas ces derniers comme musulmans. La plus violente action revendiquée par le groupe a tué 104 personnes, dont de nombreux civils, et visait une jirga.
Le groupe est également fortement soupçonné d'être responsable de l'attaque d'une réunion de 2 000 villageois opposés aux talibans, et qui a fait 110 morts. Cette réunion s'est déroulée le 10 octobre 2008, et les villageois entendaient discuter la création d'une milice alors que les talibans commençaient à occuper la zone et à imposer leurs lois. Cette attaque a provoqué la réaction des villageois, ces derniers ayant détruit quelque temps plus tard plusieurs maisons appartenant aux talibans, et des échanges de tirs entre talibans et villageois révoltés se sont poursuivis durant toute la nuit suivant l'attaque.
Le 13 mai 2011, le groupe revendique la mort d'au moins 98 personnes, dont de nombreux cadets d'un groupe paramilitaire de la police, dans un double attentat à Shabqadar dans le nord-ouest du Pakistan. Le 23 mai, des hommes du TTP mènent l'assaut de la base aéronavale de Mehran de 2011.
Ahmed Marouat, qui se présente comme le porte-parole de la faction Djandola du TTP, déclare que le terroriste Mohammed Merah s'est entraîné avec les Tehrik-e-Taliban Pakistan dans le Nord-Waziristan.
Le 29 mai 2013, Wali ur-Rehman, principal lieutenant de Hakimullah Mehsud et responsable de la stratégie militaire du groupe est tué dans l'attaque d'un drone américain, fragilisant les tentatives de négociation du gouvernement pakistanais avec les rebelles. En représailles, l'organisation perpètre un massacre au Nanga Parbat dans lequel 11 personnes trouvent la mort le 22 juin 2013.
Le TTP revendique l'attaque qui a visé dans la nuit du 8 au 9 juin l'aéroport international Jinnah et qui visait à venger la mort d'Hakimullah Mehsud.
Le 16 décembre 2014, la faction dissidente du TTP Jamaat-ul-Ahrar revendique le massacre de l'école militaire de Peshawar qui, selon le bilan officiel, aurait fait 141 morts, dont 132 enfants. Il aurait été perpétré en réponse à l’offensive militaire en cours depuis le 15 juin 2014 dans les bastions du TTP du Waziristan du Nord, dans les régions tribales. Il entendrait venger la mort de femmes et d'enfants tués lors des bombardements de l'armée pakistanaise visant les insurgés.
En 2020, le TTP a revendiqué plus de 180 attaques et plus de 400 victimes parmi les forces pakistanaises. En 2021, en date d'octobre, le nombre d'attaques revendiquées est passé à environ 240.
En janvier 2023, un attentat suicide dans une mosquée de Peshawar, proche du quartier général de la police de la région de Khyber Pakhtunkhwa, tue 84 personnes dont 83 policiers. L'attentat est d'abord revendiqué par Sarbakaf Mohmand et Omar Mukaram Khurasani, membres du TTP. Mais peu après, un porte-parole officiel du TTP refuse d'endosser la responsabilité de l'attentat et déclare que le TTP n'a pas pour politique de perpétrer des attentats dans des mosquées. Les autorités pakistanaises attribuent cet attentat à la Jamaat-ul-Ahrar,,.
En février 2023, une attaque contre un complexe policier de Karachi fait 4 morts, dont 3 policiers et les 3 attaquants sont tués. Le TTP revendique l'attaque.
En septembre 2023, le TTP lance une offensive depuis l'Afghanistan contre deux postes militaires pakistanais dans la région montagneuse des vallées de Kalash (en), dans le district de Chitral de la province frontalière de Khyber Pakhtunkhwa. L'armée pakistanaise envoie des renforts pour reprendre les postes militaires et annonce un bilan de 4 soldats pakistanais et 12 membres du TTP tués. Selon l'armée pakistanaise, l'offensive du TTP aurait regroupé plus d'une centaine de soldats,.
En décembre 2024, le TTP attaque une base militaire pakistanaise proche de la frontière afghane et y tue 16 soldats. Peu après, l'armée pakistanaise bombarde quatre cibles dans le district afghan de Barmal (en) (province de Paktika), près de la frontière avec le Pakistan. L'armée affirme avoir tué une vingtaine de membres du TTP mais les autorités afghanes parlent de 46 morts dont « principalement des femmes et des enfants »,.

## Désignation comme organisation terroriste
Le 1er septembre 2010, le Département d'État des États-Unis liste l'organisation comme Foreign Terrorist Organizations.